# Leiemonument

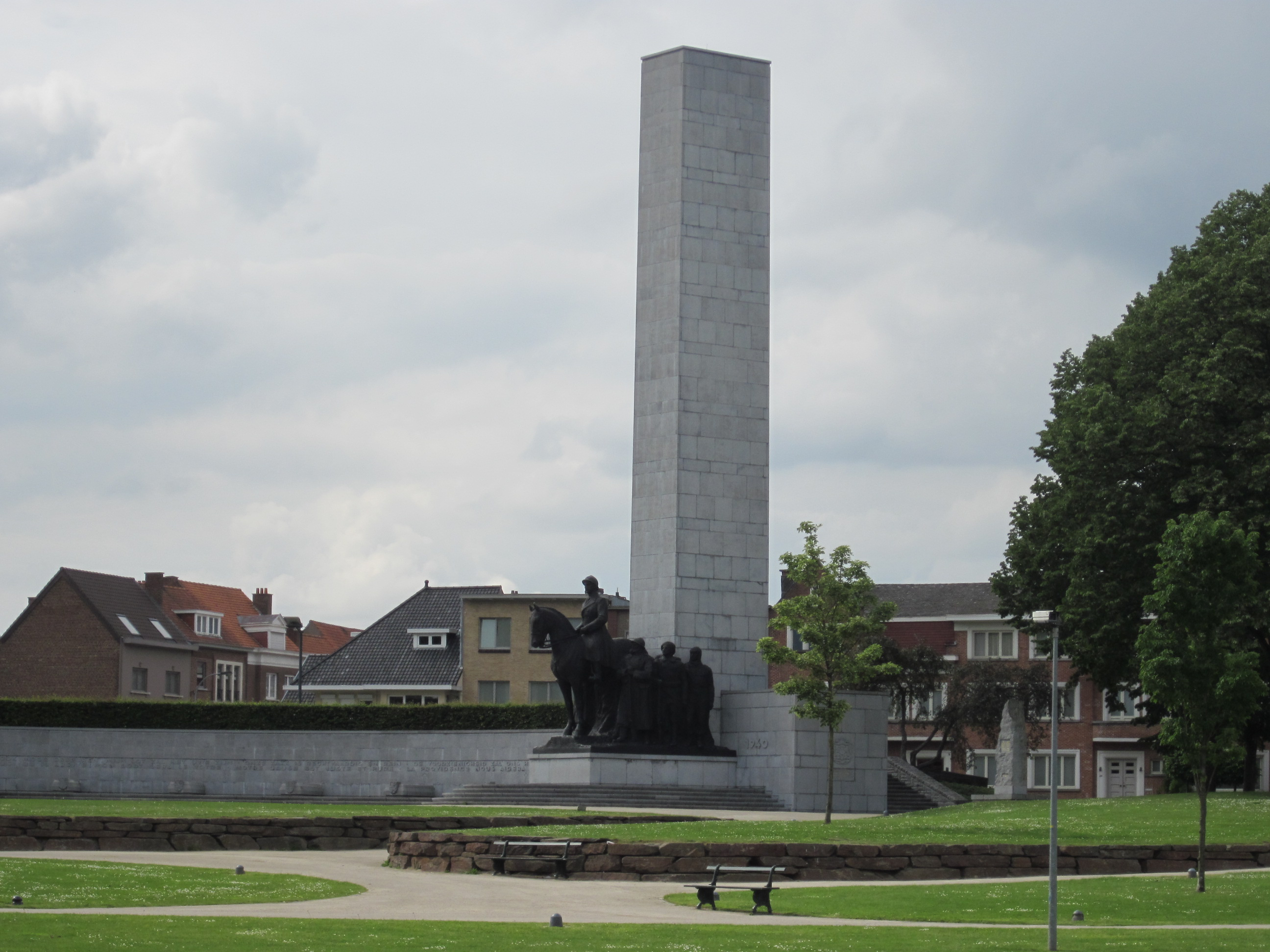
Het gerenoveerde monument

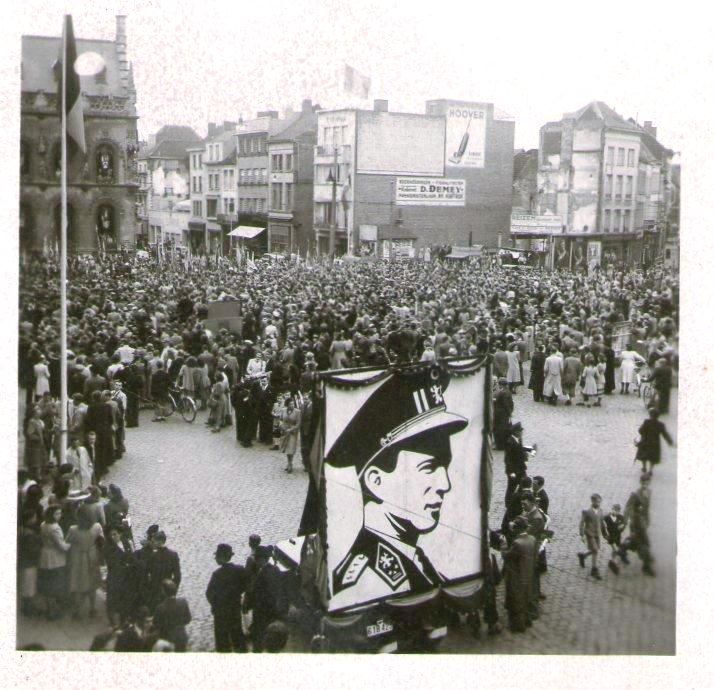
Pro-Leopoldmanifestatie in Kortrijk (1950)

Het Nationaal Leiemonument in de Belgische stad Kortrijk gedenkt de Leieslag van 1940, waarin het Belgisch leger en zijn opperbevelhebber Leopold III vergeefs de Duitse opmars probeerden te stuiten, ten koste van 3.000 gesneuvelden.

## Geschiedenis
De eerste impuls voor het monument werd in 1947 gegeven door de Luikse afdeling van de Nationale Strijdersbond, die in Kortrijk een gedenkrots kwamen afgeven. Met de Kortrijkse NSB-afdeling richtten ze het Comité Leie-Lys op. In 1951 begon de vzw Nationaal Leiemonument geld in te zamelen voor een gedenkteken. Ze koos Kortrijk als locatie, meer bepaald het in 1905 aangelegde Albertpark. De Brusselse architecten Jacques Fontaine en Georges Libotte wonnen de wedstrijd, met in hun ontwerp o.a. een meer dan levensgroot standbeeld van Leopold door Alfred Courtens. Ook in het opschrift stond de inmiddels opzijgeschoven koning centraal. De eerste steen werd gelegd op 23 mei 1954 in aanwezigheid van koning Boudewijn en premier Achille Van Acker. Tijdens hun toespraken bleek hoe vers de koningskwestie nog in het geheugen lag: de socialist Van Acker vermeldde de naam Leopold maar één keer; Boudewijn deed het herhaaldelijk en oogstte telkens luid applaus van de koningsgezinde Kortrijkzanen.
De plechtige inhuldiging vond plaats op 26 mei 1957, opnieuw door Boudewijn en in aanwezigheid van de voltallige regering.
In 2007 werd het Leiemonument gerenoveerd.
Jaarlijks organiseert het comité Leie-Lys een herdenking (eind mei).

## Beschrijving
De bronzen groep toont Leopold te paard, omringd door soldaten van de Belgische legercomponenten: een vliegenier, een Ardeense jager, een tanksoldaat, een artillerist, een geniesoldaat en een infanterist.
De 25 meter hoge zuil staat symbool voor de omvang van het offer. De gebogen muur, gericht naar de Leie, verbeeldt de weerstand van het achter de Leie verschanste leger. Hij draagt in twee talen de boodschap van Leopold na de breuk met de regering op het kasteel van Wijnendale:
BELGIE VERWACHT VAN U DAT GIJ UW VAANDEL EER ZULT AANDOEN · WAT ER OOK MOGE GEBEUREN · MIJN LOT ZAL HET UWE ZIJN · ONZE ZAAK IS RECHTVAARDIG EN REIN · DE VOORZIENIGHEID ZAL ONS HELPEN · LEVE BELGIE · LEOPOLD · 25 MEI 1940
LA BELGIQUE ATTEND QUE VOUS FASSIEZ HONNEUR A SON DRAPEAU · QUOI QU'IL ARRIVE · MON SORT SERA LE VOTRE · NOTRE CAUSE EST JUSTE ET PURE · LA PROVIDENCE NOUS AIDERA · VIVE LA BELGIQUE · LEOPOLD · 25 MAI 1940
Negen sarcofagen met de wapenschilden van elke provincie brengen in herinnering dat de gevallenen uit het hele land kwamen.

## Leopoldisme
De herdachte Leieslag is verbonden met daden die Leopold na de oorlog ten kwade werden geduid: de eigenmachtige, onvoorwaardelijke capitulatie en zijn weigering om de regering te volgen in ballingschap. Door de koning in woord en beeld zo centraal te plaatsen, schenen de leopoldisten met het monument symbolisch revanche te nemen voor hun nederlaag in de koningskwestie. Het Kortrijkse monument zou het enige openbare standbeeld blijven van Leopold III.